# Ben Guecha
Ben Guecha (em árabe: ﺑﻦ ﻗﺸﺔ) é uma cidade e comuna localizada na província de El Oued, Argélia. Segundo o censo de 2008, a população total da cidade era de 2 513 habitantes.